# Sanktuarium Nawiedzenia Najświętszej Maryi Panny w Bołszowcach
Sanktuarium Nawiedzenia Najświętszej Maryi Panny w Bołszowcach (potocznie Kościół Zwiastowania) – zabytkowy, późnobarokowy zespół budynków pokarmelickich ufundowany przez hetmana Marcina Kazanowskiego w 1624 roku. Uznawany jest za jeden z najcenniejszych zabytków architektury późnobarokowej na zachodniej Ukrainie. Wewnątrz kościoła znajduje się unikatowy alabastrowy ołtarz główny.
Zespół budynków obejmuje kościół i klasztor Nawiedzenia NMP. Budynki znajdują się w zachodniej części miejscowości Bołszowce na wzgórzu klasztornym, ok. 30 km na północ od Iwano-Frankiwska (dawnego Stanisławowa).
Sanktuarium wraz z zabudowania klasztornymi został wpisany do Państwowego Rejestru Zabytków Nieruchomych Ukrainy pod numerem 26-212-9006.

## Historia
Kościół wzniesiono w 1624 roku z fundacji hetmana Kazanowskiego. Wybudowano go w bardzo krótkim czasie za cenę niskiej jakości budowli, dlatego już w 1646 roku świątynia była remontowana ze względu na zły stan techniczny. Opiekę nad Sanktuarium objęli karmelici trzewiczkowi.
W 1648 roku nastąpiła konsekracja kościoła. Zabudowania były wielokrotnie burzone podczas najazdów Kozaków, Szwedów, Tatarów i Turków. W 1671 roku Sanktuarium zostało zniszczone do tego stopnia, że zakonnicy przez kilkadziesiąt lat modlili się w drewnianej kaplicy. W 1699 roku okoliczna szlachta zaczęła zbierać fundusze na odbudowę klasztoru, do której przystąpiono w 1718 roku. Kościół ponownie konsekrowano w 1725 roku rękoma arcybiskupa lwowskiego Jana Skarbka, a rekonstrukcję zabudowań ostatecznie zakończono w 1728 roku. Kolejne prace restauracyjne przeprowadzono w latach 1767-1766. 15 sierpnia 1777 roku, w święto Wniebowzięcia arcybiskup lwowski Wacław Hieronim Sierakowski dokonał koronacji cudownego obrazu Matki Boskiej Bołszowieckiej. Kolejne remonty Sanktuarium prowadzono po 1860 roku i pod koniec XIX wieku.
Ogromnych zniszczeń kościół i klasztor doznał podczas I wojny światowej, kiedy w rejonie Bołszowiec toczyły się ciężkie walki pomiędzy wojskami rosyjskimi i austriackimi. Przez niemal całe dwudziestolecie międzywojenne trwały prace remontowe, które zakończyły się dopiero w 1938 roku.
Po II wojnie światowej i wysiedleniu Polaków z ziemi bołszowieckiej kościół zamknięto, a władze sowieckie urządziły w nim skład zboża oraz nawozów sztucznych, natomiast budynek klasztoru przekształcono w chlew dla świń i stajnię dla bydła. Zabudowania były sukcesywnie rozbierane przez miejscową ludność ukraińską.
Wspólnota rzymskokatolicka odzyskała budynki w stanie ruiny na początku lat 90. Od 2001 roku zabudowania znajdują się pod opieką ojców franciszkanów. Archeolodzy z Wrocławia podczas prowadzenia prac zabezpieczających w 2006 roku w katakumbach pod Sanktuarium odnaleźli szczątki hetmana Kazanowskiego. Kościół został objęty projektem rewaloryzacyjnym, realizowanym w ramach Programu Ministra Kultury i Dziedzictwa Narodowego „Dziedzictwo Kulturowe”, finansowanym ze środków ministerialnych, które pochodzą bezpośrednio z budżetu Państwa Polskiego. Natomiast środki na odbudowę klasztoru pochodzą z Senatu RP i Ministerstwa Spraw Zagranicznych RP. Bryła klasztoru została już odnowiona. W 2012 roku dobudowano ostatnie skrzydło zamykające czworobok klasztorny. 11 lipca 2016 roku arcybiskup lwowski Mieczysław Mokrzycki poświęcił odbudowany kościół. Nadal trwają prace wykończeniowe m.in. przy murach otaczających teren klasztorny, oświetleniu i kolumnadach nawy głównej. Od chwili objęcia opieki nad Sanktuarium przez franciszkanów w 2001 roku, corocznie w lipcu odbywa się tu Franciszkańskie Spotkanie Młodych archidiecezji lwowskiej (ukr. Францисканська Зустріч Молодих).

## Obraz
Kościół pozostaje miejscem szczególnego kultu obrazu Matki Boskiej Bołszowieckiej, koronowanego w 1777 roku. Według wersji przekazywanej w podaniach rodzinnych, hetman Kazanowski miał odnaleźć go w rzece, kiedy po wykupieniu się z tureckiej niewoli wracał w rodzinne strony. Obraz stał się obiektem licznych pielgrzymek ze Lwowa, Stanisławowa i okolicznych wsi, ponieważ szybko rozpowszechniało się przekonanie o dokonanych za jego pośrednictwem cudach. Po II wojnie światowej obraz został wywieziony z Bołszowiec z powodu obaw o jego profanację pod sowiecką władzą. Obecnie przebywa w jeden z kaplic bocznych w kościele św. Katarzyny w Gdańsku. Do Sanktuarium w Bołszowcach podczas odbudowy na początku XXI w. wykonano wierną kopię tego wizerunku. Jej uroczysta intronizacja odbyła się w obecności arcybiskupa Mokrzyckiego 14 lipca 2019 roku.

## Galeria

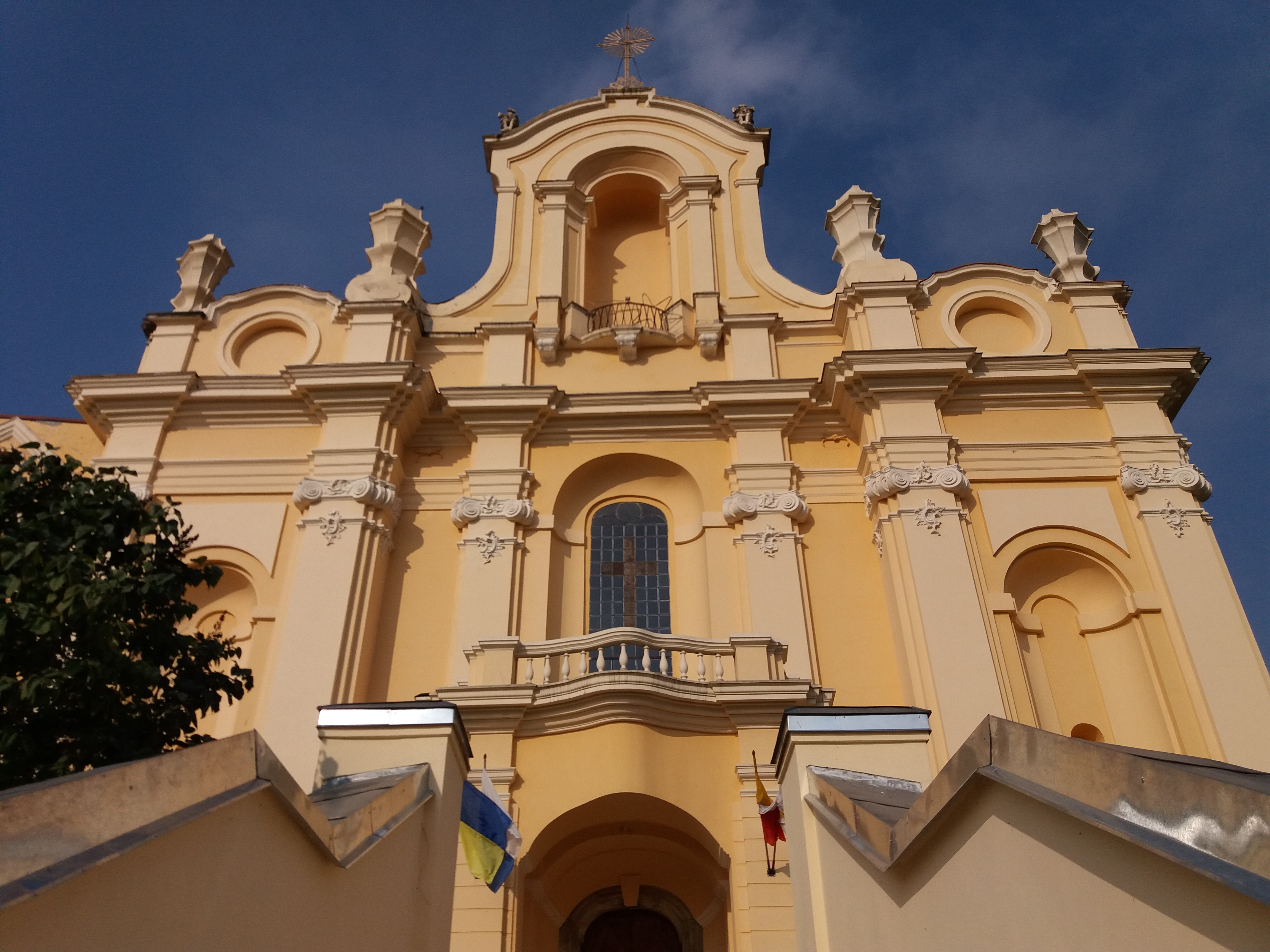
Widok z głównych schodów (lipiec 2018)
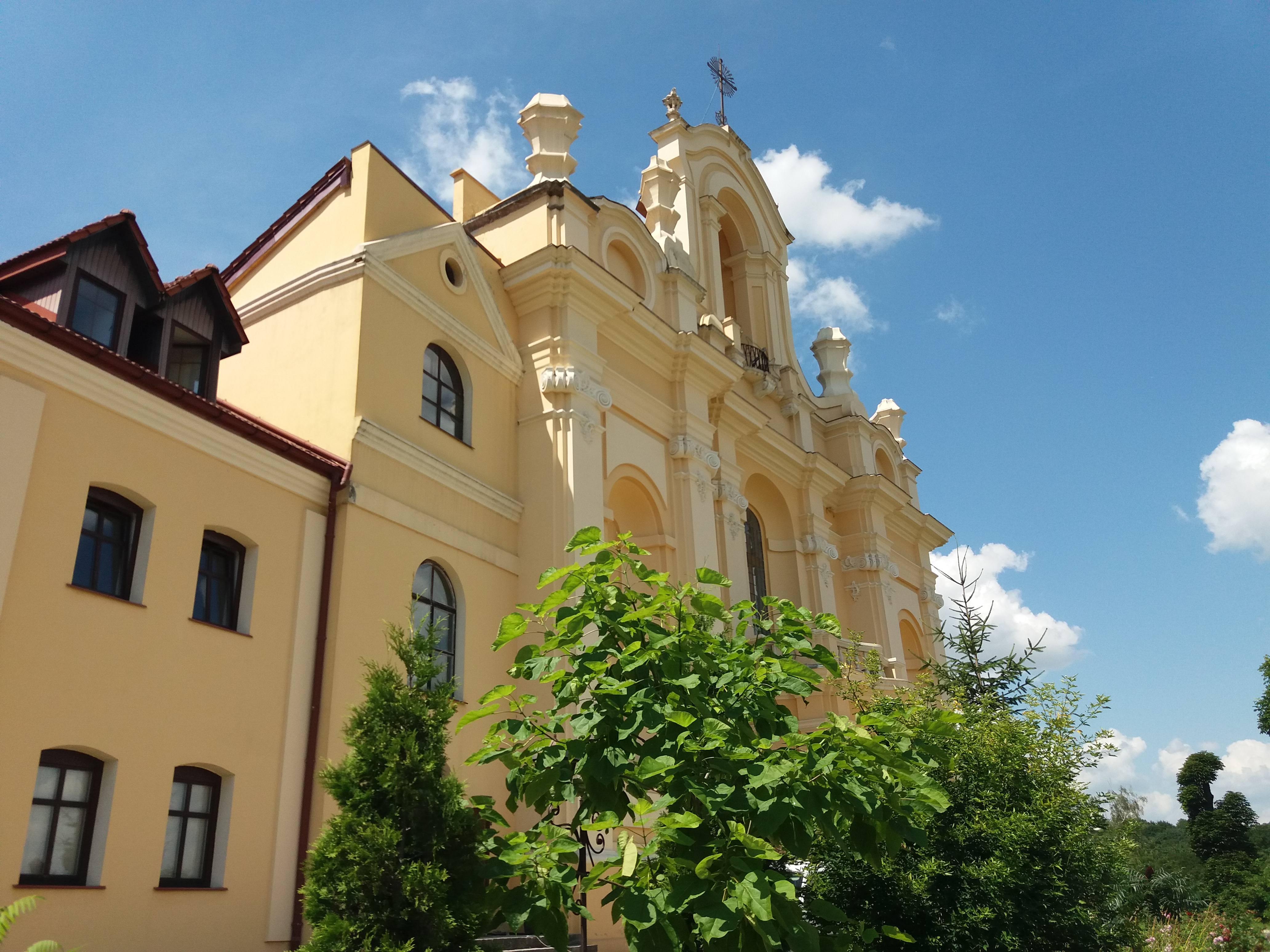
Widok od strony zabudowań klasztornych (lipiec 2018)
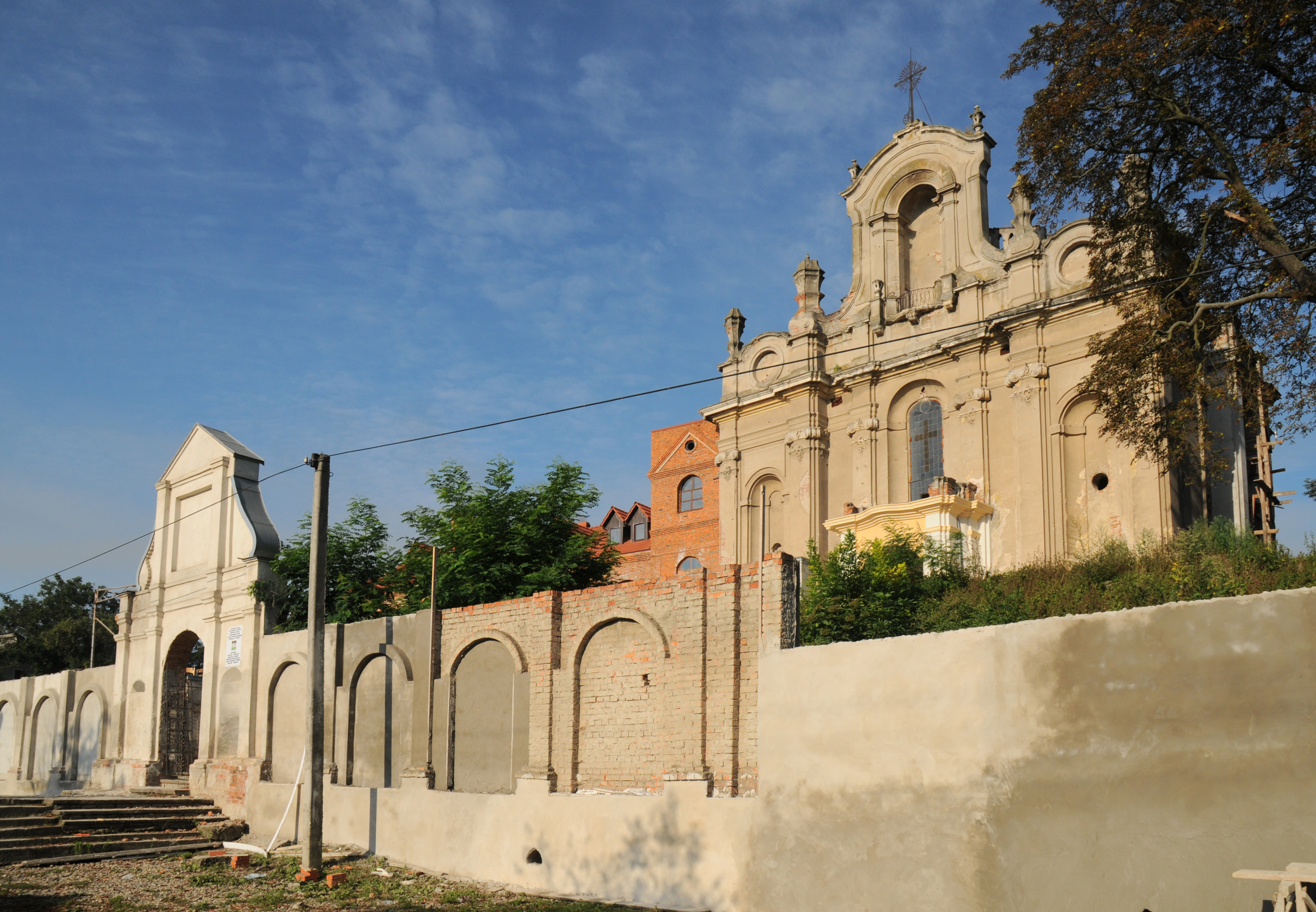
Sanktuarium i zabudowania klasztorne podczas odbudowy (sierpień 2012)
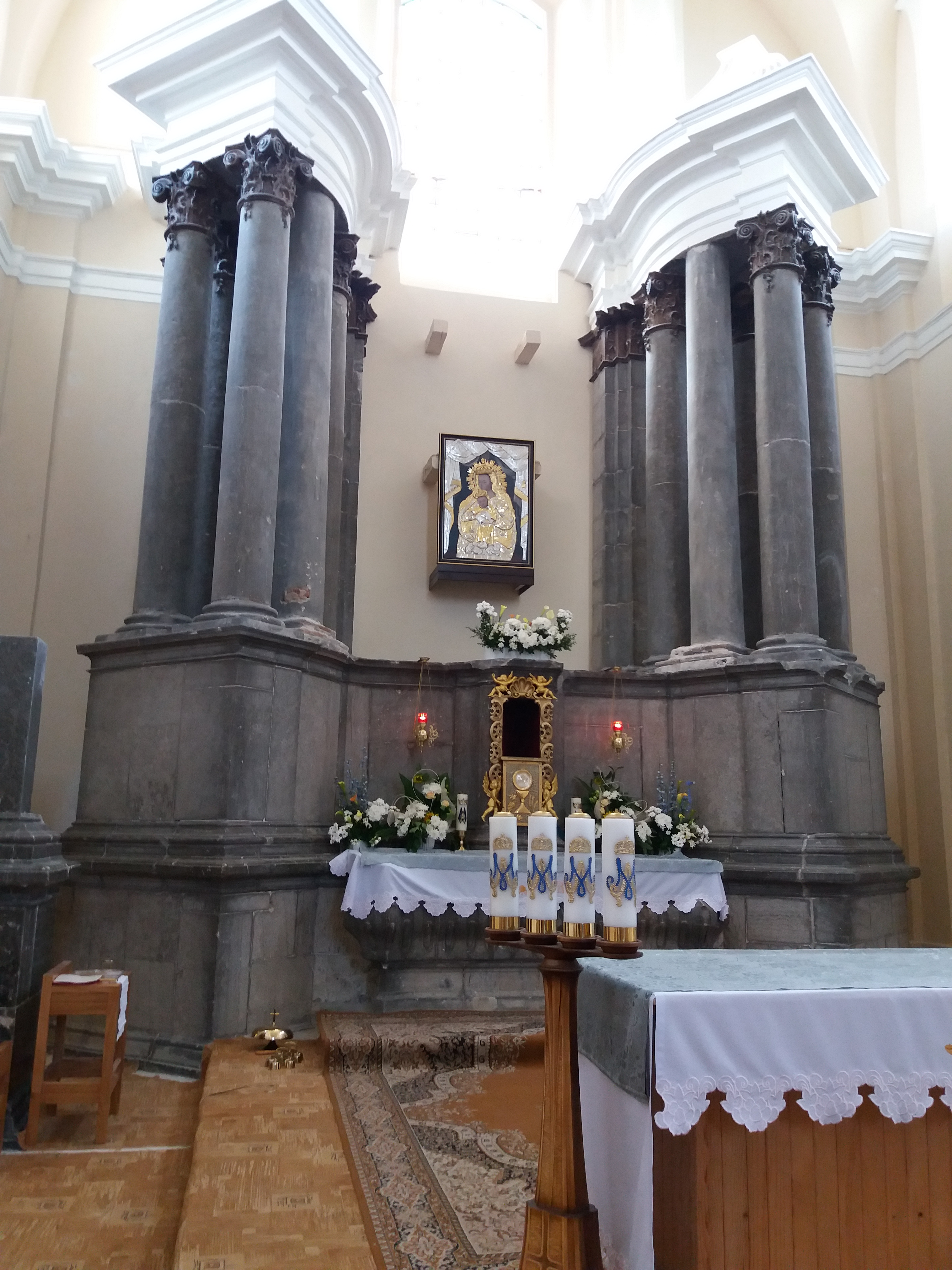
Alabastrowy ołtarz główny. Widoczna oficjalna kopia obrazu Matki Bożej Bołszowieckiej, intronizowana 14 lipca 2019 r.
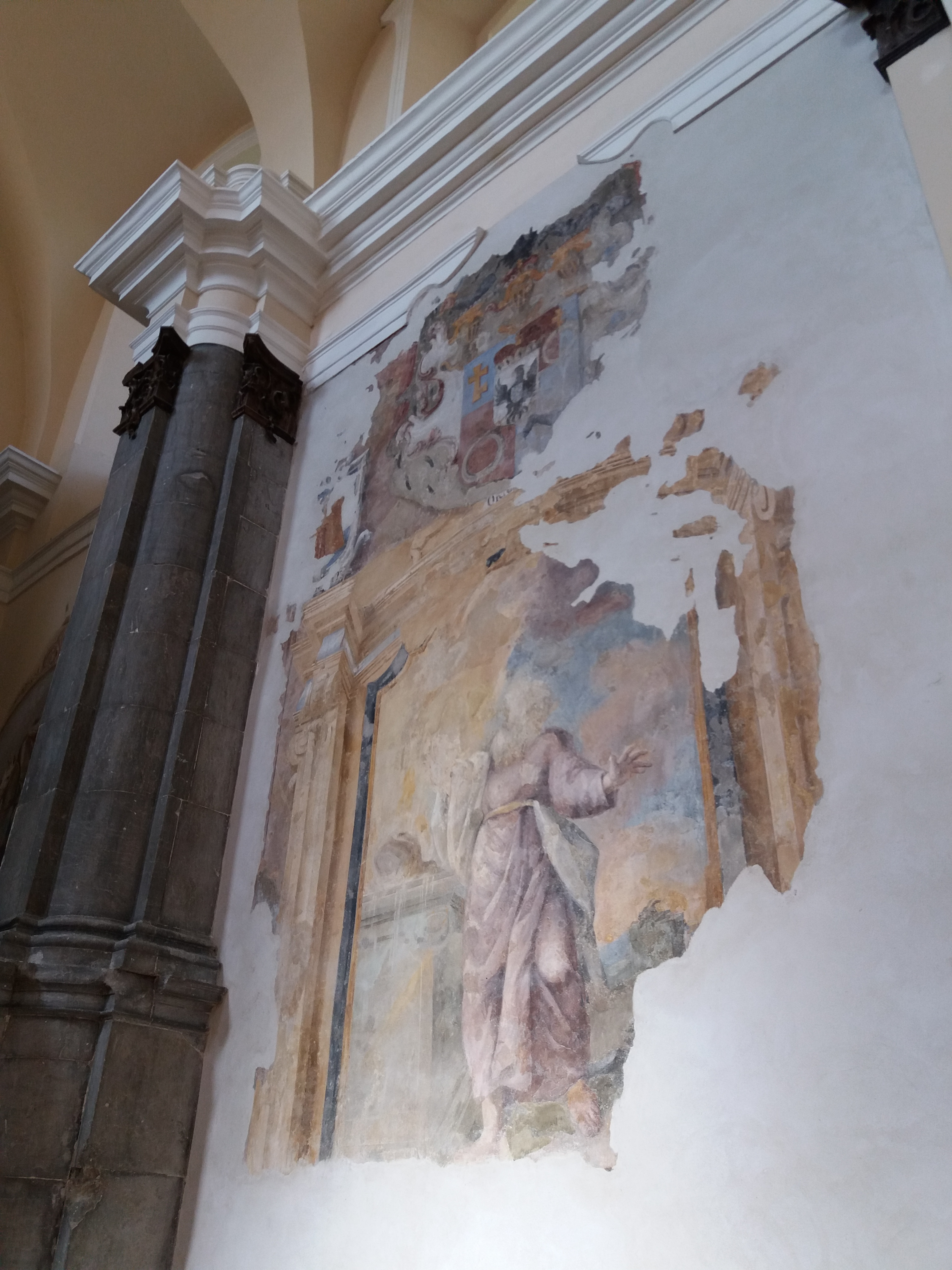
Zachowane stare freski przy ołtarzu głównym
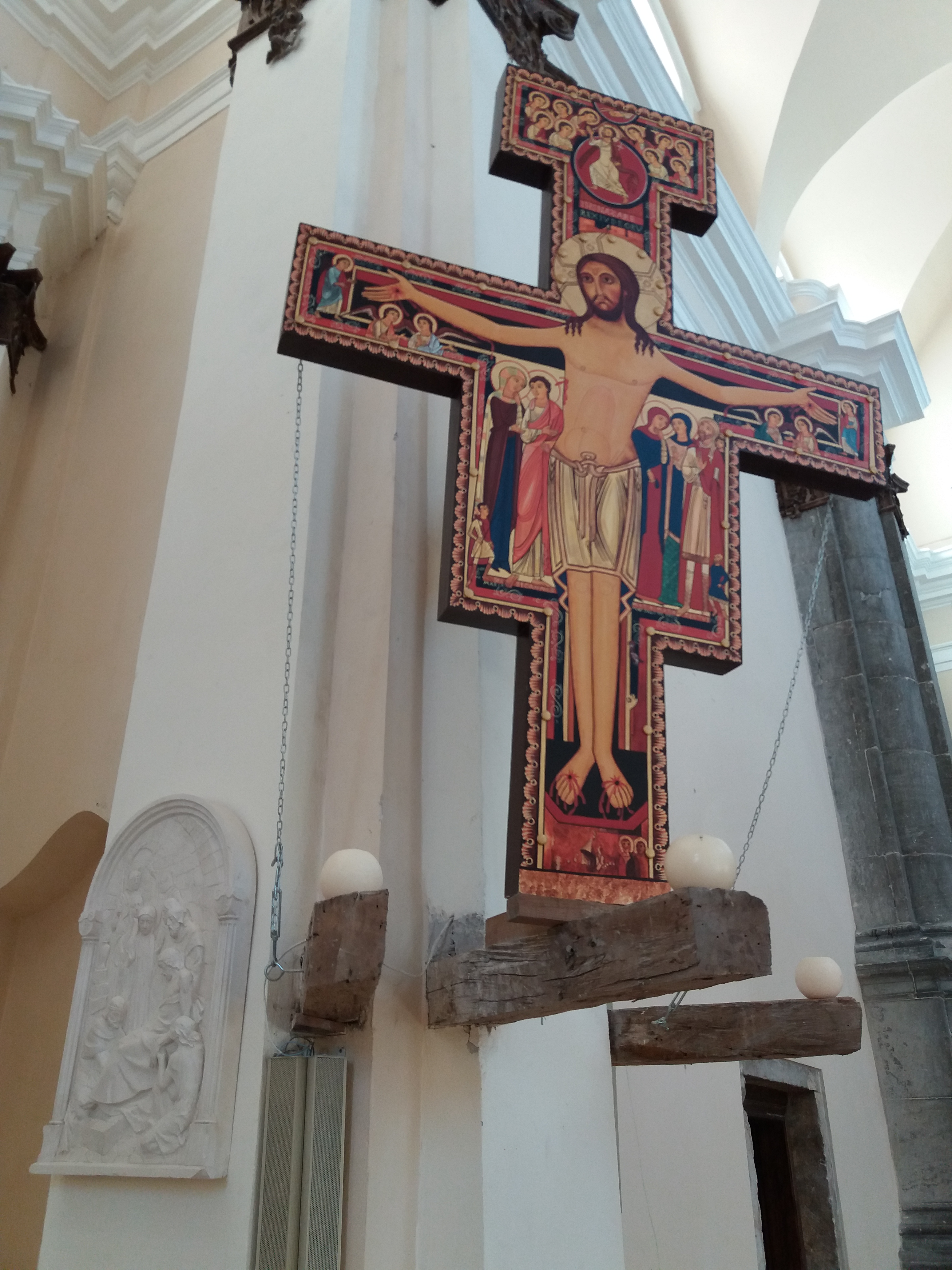
Krzyż św. Franciszka wewnątrz kościoła
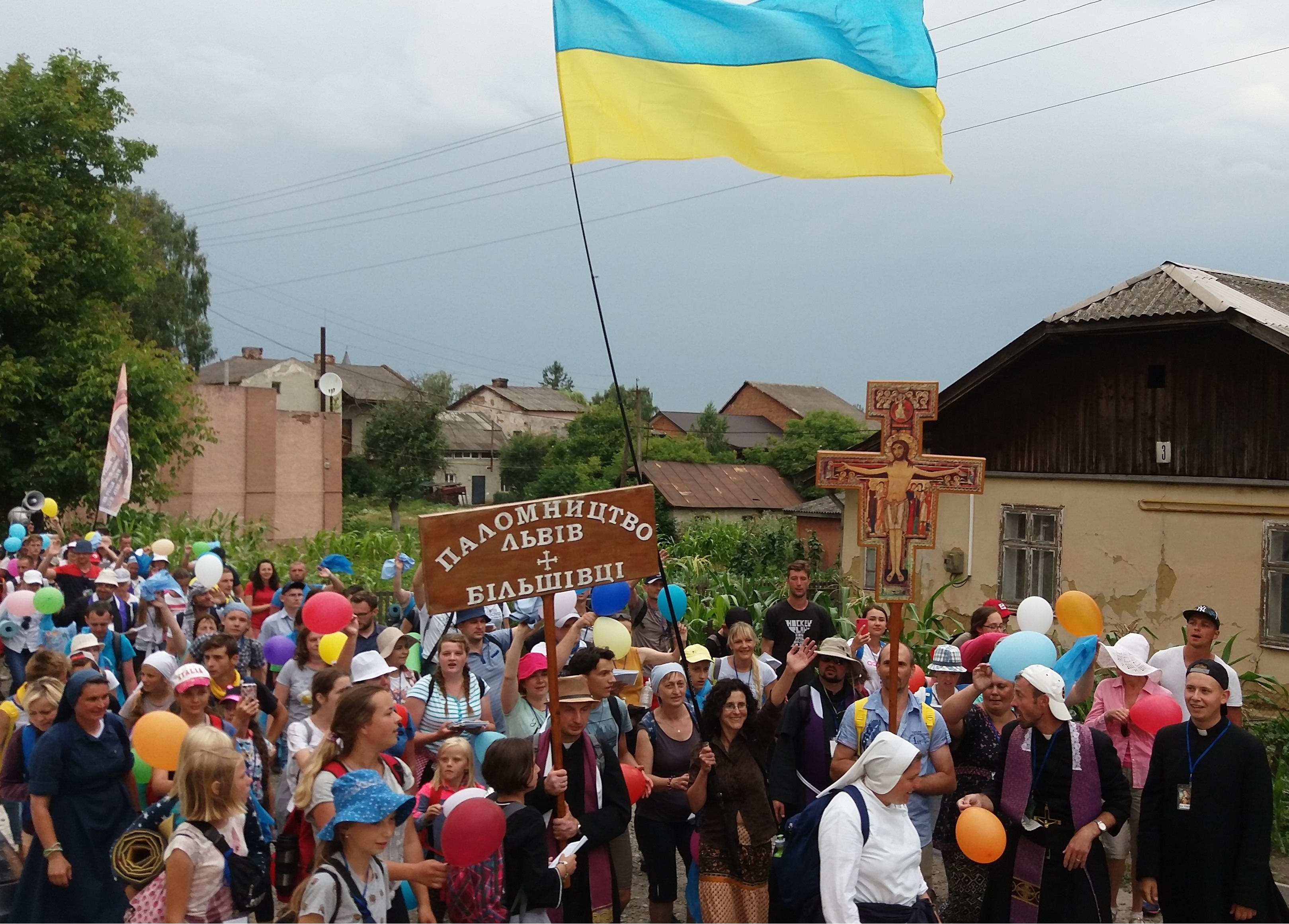
Przybycie pielgrzymów ze Lwowa do Sanktuarium w Bołszowcach (lipiec 2019)
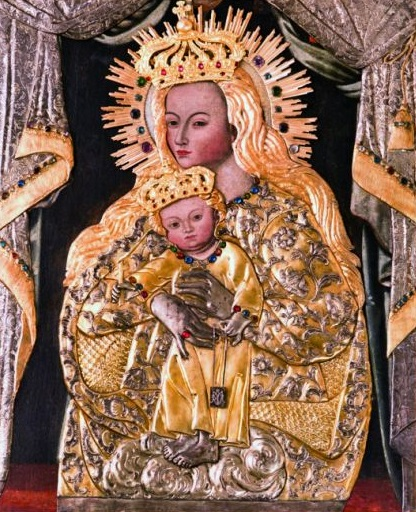
Oryginalny obraz Matki Bożej Bołszowieckiej, obecnie przechowywany w kościele św. Katarzyny w Gdańsku